# Нурдар
Нурдар (кирг. Нурдар) — село в Кара-Сууском районе Ошской области Кыргызстана. Входит в состав Наримановского айылного аймака.

## География
Село расположено в северо-западной части области, к востоку от реки Ак-Буура, вблизи государственной границы с Узбекистаном, на расстоянии приблизительно 13 километров (по прямой) к юго-западу от города Кара-Суу, административного центра района. Абсолютная высота — 912 метров над уровнем моря.

## Население
Согласно оценочным данным Национального статистического комитета Кыргызской Республики, численность населения села на начало 2023 года составляла 5091 человек.
| год     | 2009 | 2014 | 2015 | 2020 | 2021 | 2023 |
| ------- | ---- | ---- | ---- | ---- | ---- | ---- |
| человек | 3792 | 4192 | 4265 | 4834 | 4911 | 5091 |